# روسپودا (استان پودلاسکی)
روسپودا (به لهستانی:  Rospuda) یک روستا در لهستان است که در گمینا فیلیپوو واقع شده‌است.